# Кордовский договор
Кордовский договор (исп. Tratados de Córdoba) — мирный договор, завершивший войну мексиканского народа за независимость. Подписан 24 августа 1821 года в городе Кордова (Веракрус, Мексика) испанским наместником в Мексике Хуаном О’Доноху и лидером мексиканских феодально-клерикальных кругов Агустином Косме Дамианом де Итурбиде-и-Арамбуру.
Кордовский договор подтверждал основные положения «плана Игуалы»: признание суверенитета и независимости «Мексиканской империи»; сохранение её престола за Фердинандом VII или другим представителем династии Бурбонов (в случае их отказа право назначения монарха предоставлялось мексиканскому парламенту); гарантия жизни и имущества уроженцев метрополии; назначение временной правительственной хунты с участием О’Доноху для осуществления законодательной власти до созыва конгресса и разработки конституции. До приезда монарха функции исполнительного органа возлагались на регентский совет, назначаемый хунтой. «Поскольку осуществлению этого договора — указывалось в его последней статье — препятствует занятие столицы войсками метрополии… дон Хуан О’Доноху обязуется употребить свою власть для того, чтобы добиться вывода этих войск без пролития крови, на основе почетной капитуляции». Через несколько дней генерал-капитан отдал соответствующий приказ возглавлявшему роялистские силы фельдмаршалу Франциско Новелье.